# Ingerid Stenvold

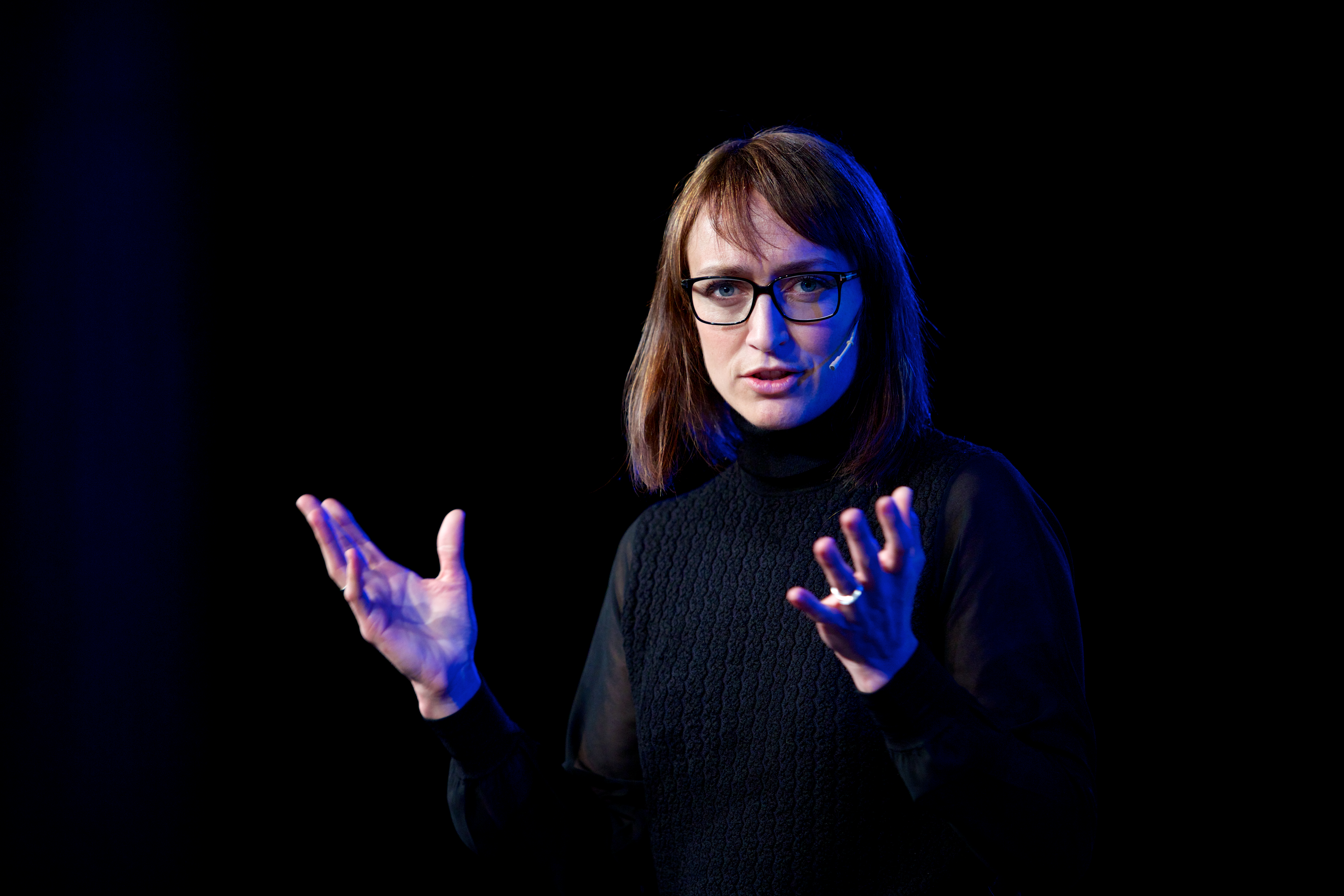
Ingerid Stenvold, 2015

Ingerid Stenvold (* 20. Juni 1977) ist eine norwegische Fernsehmoderatorin und ehemalige Skilangläuferin. Seit 2010 arbeitet sie als Nachrichtensprecherin bei der Hauptnachrichtensendung Dagsrevyen.

## Leben
Stenvold wuchs in Finnfjordbotn in Troms auf. In ihrer Jugend nahm sie an Skilanglaufrennen teil. Im Jahr 1993 wurde sie vom norwegischen Fernsehsender Norsk rikskringkasting (NRK) in einer achtminütigen Reportage als Zukunftshoffnung im Skilanglauf vorgestellt. Bei der norwegischen Jugendmeisterschaft gewann sie im Jahr 1994 die Goldmedaille im Einzel und 1995 in der Staffel. Nach einer Rückenverletzung in der Saison 1998/99 musste sie ihre Sportkarriere beenden.
2001 beendete sie ihr Studium der Journalistik und begann ihre Karriere beim NRK in Tromsø. Vier Jahre später wurde sie Sportjournalistin und war als solche unter anderem 2008 bei den Olympischen Spielen in Peking eingesetzt. Anschließend übernahm sie für ein Jahr die Moderation des Musikmagazins Lydverket. Im Herbst 2009 wurde sie Moderatorin der Morgennachrichten Morgennytt des NRK. Seit 2010 moderiert sie die Hauptnachrichten Dagsrevyen des Fernsehsenders. Ihr wurde dabei bewilligt, in ihrem Målselv-Dialekt zu sprechen. Für ihren Dialektgebrauch war ihr bereits im Jahr 2007 der Sprachpreis Kringkastingsprisen verliehen worden. Im Jahr 2021 wurde die von Stenvold geschriebene Biografie der ehemaligen Skilangläuferin Marit Bjørgen veröffentlicht.
Stenvold ist verheiratet und hat zwei Kinder.

## Auszeichnungen
- 2007: Kringkastingsprisen
- 2023: Nominierung in der Kategorie „Bester Moderator – Nachrichten, Sport oder Aktuelles“, Gullruten (für Dagsrevyen, gemeinsam mit Atle Bjurstrøm)[10]